# 天水郵便局
天水郵便局（てんすいゆうびんきょく）は熊本県玉名市にある郵便局。民営化前の分類では集配特定郵便局であった（現在は集配機能を廃止）。

## 概要
住所：〒861-5402 熊本県玉名市天水町立花1588-8

## 沿革
- 2007年（平成19年）10月1日 - 民営化に伴い、併設された郵便事業玉名支店天水集配センターに一部業務を移管。
- 2012年（平成24年）10月1日 - 日本郵便株式会社発足に伴い、郵便事業玉名支店天水集配センターを天水郵便局に統合。
- 2019年（平成31年）2月18日 - 集配業務を玉名郵便局に移管。無集配局となる。

## 取扱内容
- 郵便、印紙、ゆうパック、内容証明
- 貯金、為替、振替、振込、国際送金、国債
- 生命保険、バイク自賠責保険
- 宝くじの販売
- ゆうちょ銀行ATM

## 周辺
- 玉名市立天水中学校
- 熊本県道1号熊本玉名線

## アクセス
- 産交バス 立花停留所下車
- 駐車場あり：3台